# Everett Silvertips
Everett Silvertips je americký juniorský klub ledního hokeje, který sídlí v Everettu ve státě Washington. Od roku 2003 působí v juniorské soutěži Western Hockey League. Své domácí zápasy odehrává v hale Angel of the Winds Arena s kapacitou 8 149 diváků, která byla postavena v roce 2003 za 71,5 milionu dolarů. Klubové barvy jsou lesní zelená a bílá. Do ligy se dostal při expanzi v roce 2003 a svůj název získal od medvěda grizzlyho, kterému se v oblasti říká silvertip bear.
Nejznámější hráči, kteří prošli týmem, byli např.: Ryan Murray, Radko Gudas, Nikita Scherbak, Noah Juulsen, Byron Froese, Jujhar Khaira, Mirco Mueller nebo Zach Hamill.

## Historie

### 2003/04
Při své první sezoně v Americké divizi Western Hockey League tým dokázal, že je jedním z nejlepších expanzních týmů historie poté, co překonal hned deset rekordů v této kategorii. Pod vedením generálního manažera Douga Soetaerta a hlavního trenéra Kevina Constantina tým vyhrál svou divizi s bilancí 35-26-8-2 a překonal rekord v počtu bodů pro jakýkoli tým WHL, OHL nebo QMJHL pro tým ve své první sezoně, který do té doby držel tým Longueuil Chevaliers z roku 1982/83. Constantine navíc získal Dunc McCallum Memorial Trophy pro nejlepšího kouče ligy.
V playoff Silvertips rychle ukončili pouť Spokane Chiefs, které vyprovodili porážkou 4:0 na zápasy. V semifinále Západní konference poté porazili 4:2 Vancouver Giants a ve finále konference se jim do cesty postavili Kelowna Rockets. Ti se dostali do vedení 3:1 na zápasy, ale Silvertips se podařilo vyhrát následující tři zápasy, všechny v prodloužení, čímž se dostali do finále WHL. Tam na ně ale čekali silní Medicine Hat Tigers, kteří sérii ovládli poměrem 4:0.

### 2004/05
V první sezoně po velkém úspěchu byl tým nejmladším v celé soutěži. V jednu dobu dokonce měl na soupisce maximum osmi šestnáctiletých nováčků. S takovou nezkušeností se čekalo, že tým sezonu prováhá, ale mladé mužstvo se opět dostalo do vyřazovacích bojů. V těžkém prvním kole playoff se jim podařilo v sedmi zápasech vyřadit Portland Winter Hawks. V semifinále Západní konference ale narazili na silný tým Kootenay Ice, který je vyřadil poměrem 4:0.

### 2005/06
Ve třetí sezoně existence týmu se hráčům podařilo už podruhé vyhrát Americkou divizi. V prvním kole play-off vyřadili poměrem 4:1 Tri-City Americans a poté poměrem 4:2 Kelowna Rockets. Ve finále Západní konference je ale zastavili Vancouver Giants, kteří sérii vyhráli poměrem 4:0. Silvertips se ale opět podařilo předčit všechna očekávání a podruhé ve tříleté historii týmu se dostat mezi nejlepší čtyřku ligy.
Útočník Peter Mueller se stal prvním hráčem Silvertips, který vyhrál Jim Piggott Memorial Trophy pro nejlepšího nováčka ligy.

### 2006/07
Sezona 2006/07 byla jednou z nejúspěšnějších v dosavadní historii týmu. Díky vydařeným přípravným zápasům do nové sezony vstoupili jako č.1 na „Top Ten“ žebříčku Canadian Hockey League (CHL) a svou pozici si udrželi ve třinácti z pětadvaceti týdnů, ve kterých byl žebříček vydán. Nikdy naopak nespadli pod pátou příčku v žebříčku a potřetí v historii si došli pro vítězství v Americké divizi. Tým také získal Scotty Munro Memorial Trophy, kterou získává nejlepší tým základní části sezony. S bilancí 54-15-1-2 měli Silvertips 111 bodů. Útočník Zach Hamill se stal prvním hráčem Silvertips, který kdy vyhrál Bob Clarke Trophy za vítězství v kanadském bodování ligy, když nasbíral 93 bodů za 32 gólů a 61 asistencí. Nejlepším nováčkem ligy se stal opět hráč Everettu, tentokrát to byl Kyle Beach.
V play-off Silvertips nejprve vyřadili Spokane Chiefs poměrem 4:2, ale jejich pouť vyřazovacími boji byla náhle ukončena ve druhém kole, kdy, přestože vedli 2:0 na zápasy, prohráli s týmem Prince George Cougars poměrem 4:2.

### 2007/08
Další sezona probíhala ve znamení přestavby, kterou odstartoval odchod kouče Constantina do Houston Aeros v American Hockey League. Novým hlavním trenérem týmu se stal Constantinův asistent John Becanic, který do své bývalé pozice jmenoval Jaye Varadyho. Na začátku sezony tým opustilo šest z deseti nejproduktivnějších hráčů týmu a také náhradní brankář, kteří odešli buď výměnami do jiných týmů, nebo absolvováním ligy tím, že vyrostli z juniorského věku. Jedním z hráčů, kteří odešli, byl Peter Mueller, který odešel hrát do NHL za Phoenix Coyotes. Kvůli přechodu z Constantinova defenzivního trenérského stylu na Becanicův se týmu v sezoně občas nedařilo.
Přesto Silvertips skončili čtvrtí v Americké divizi a šestí v Západní konferenci, ale v prvním kole play-off si s nimi poměrem 4:0 pohráli Spokane Chiefs, kteří později dokráčeli až k vítězství Memorial Cupu pro nejlepší tým CHL. Přestože Silvertips se poprvé nedostali přes první kolo, historie se opakovala v tom, že tým byl opět vyřazen, když prohrál čtyři zápasy za sebou.

### 2008/09
Následující sezona začínala s malými očekáváními, které snížily odchody klíčových hráčů Zacha Hamilla, Lelanda Irvinga, Dana Gendura a kapitána Jonathana Hartyho. Při hledání spolehlivých střelců, obrany a brankáře bylo vedení týmu na pochybách. Z povedené líhně hráčů z roku 1988, která stála za třemi posledními úspěšnými sezonami, zbyli už jen Graham Potuer a Taylor Ellington a věkový průměr týmu klesl na historické minimum.
Naštěstí ale nováčci pomohli zbytku týmu stejně jako v sezoně 2004/05. Nejlépe se vedlo takzvané „Kid Line“, do které patřili Kellan Tochkin, Byron Froese a Tyler Maxwell. Dohromady posbírali 177 bodů, což je řadí mezi nejúspěšnější nováčkovské formace v historii ligy. Trio vedl prvně jmenovaný Tochkin, který nasbíral 74 bodů v 72 zápasech, čímž se stal králem kanadského bodování i mezi nováčky v celé lize. K tomu očekávání překonal také šestnáctiletý gólman Kent Simpson, kterému později přišel pomoci zkušenější Thomas Heemskerk.
V první polovině sezony se týmu podařilo vyhrát přes polovinu zápasu, ale ve druhé půlce se ke slovu dostala nezkušenost mladého kádru. Na konci sezony byla bilance 27-36-7-2, čímž se sezona stala první v historii, kdy Silvertips prohráli více zápasu, než vyhráli. Kdyby se ale tolik nedařilo výše jmenovaným nováčkům, sezona by dopadla daleko hůře.
Silvertips se ale do play-off dostali, jelikož postoupili ze čtvrtého místa Americké divize a sedmého místa Západní konference. Ihned ale podlehli Tri-City Americans, kteří je porazili 4:1 na zápasy. Silvertips byli tedy poprvé v historii ligy vyřazeni jinak, než tím, že prohráli čtyři zápasy v řadě.
Krátce po konci sezony dostal kouč Becanic padáka a generální manažer najal Craiga Hartsburga, který předcházející sezonu trénoval Ottawa Senators. Hartsburg ve své pozici vydržel až do konce sezony 2010/11, kdy odešel do organizace Calgary Flames. Před sezonou 2011/12 se novým trenérem stal Mike Ferner, který byl před tím čtyři roky koučem týmu BCHL, Vernon Vipers.
V únoru 2012 vedení týmu odvolalo generálního manažera Douga Soetaerta, aniž by za něj jmenovalo náhradu.

## Hráči draftovaní z týmu do NHL

### 2006
- 8. Peter Mueller (* Bloomington, Minnesota) → Phoenix Coyotes
- 26. Leland Irving (* Swan Hills, Alberta) → Calgary Flames
- 40. Ondřej Fiala (* Šternberk, Česko) → Minnesota Wild
- 73. Brady Calla (* Kelowna, Britská Kolumbie) → Florida Panthers

### 2007
- 8. Zach Hamill (* Port Coquitlam, Britská Kolumbie) → Boston Bruins
- 41. Taylor Ellington (* Victoria, Britská Kolumbie) → Vancouver Canucks
- 206. Dan Gendur (* Victoria, Britská Kolumbie) → Vancouver Canucks

### 2008
- 11. Kyle Beach (* Kelowna, Britská Kolumbie) → Chicago Blackhawks

### 2009
- 82. Cameron Abney (* Aldergrove, Britská Kolumbie) → Edmonton Oilers
- 119. Byron Froese (* Winkler, Manitoba) → Chicago Blackhawks

### 2010
- 58. Kent Simpson (* Edmonton, Alberta) → Chicago Blackhawks
- 66. Radko Gudas (* Praha, Česko) → Tampa Bay Lightning
- 109. Alex Theriau (* Duncan, Britská Kolumbie) → Dallas Stars

## Bývalí Silvertips v NHL
- Riley Armstrong (* Lloydminster, Saskatchewan) – 2 zápasy za San Jose Sharks
- Ivan Baranka (* Ilava, Slovensko) – 1 zápas za New York Rangers
- Shaun Heshka (* Melville, Saskatchewan) – 8 zápasů za Phoenix Coyotes
- Zach Hamill (* Port Coquitlam, Britská Kolumbie) – 20 zápasů za Boston Bruins
- Leland Irving (* Barrhead, Alberta) – 5 zápasů za Calgary Flames
- Peter Mueller (* Bloomington, Minnesota) – 238 zápasů za Phoenix Coyotes a Colorado Avalanche
- Mike Wall (* Telkwa, Britská Kolumbie) – 4 zápasy za Anaheim Ducks

## Přehled ligové účasti
Zdroj: 
- 2003– : Western Hockey League (Americká divize)